# Artur Kogan

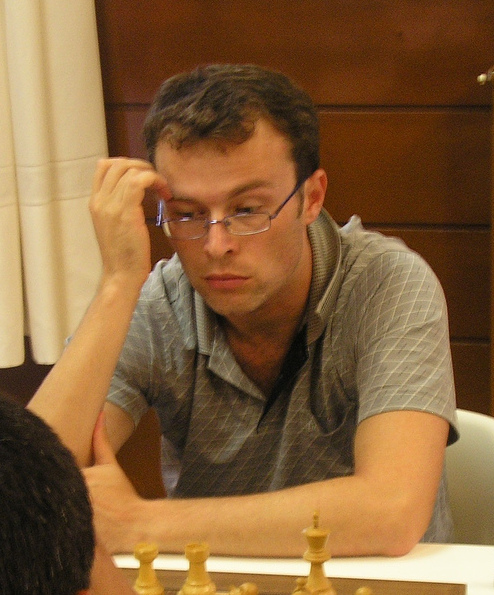
Artur Kogan (2007)

Artur Kogan (Hebreeuws: ארטור קוגן) (Tsjernivtsi (Oekraïne), 29 januari 1974) is een Israëlische schaker. Hij is sinds 1998 een grootmeester (GM). In mei 2010 was zijn FIDE-rating 2525. 
Op tweejarige leeftijd emigreerde Kogan van Oekraïne naar Israël, en woonde meer dan 20 jaar in Israël. Daarna verhuisde hij naar Tarragona, Catalonië, Spanje.
- Tussen 1981 en 1989 was hij de winnaar van de open kampioenschappen van onder meer de volgende Israëlische steden: Bat Yam, Holon, Rishon LeZion, Petah Tikva.
- In 1994 won hij het schaaktoernooi van Kecskemét.
- In 1996 won Kogan het Zeeland Schaaktoernooi in Vlissingen. Ook won hij in dat jaar het Sas van Gent Open en toernooien in Ischia (Italië) en Fourmies (Frankrijk).
- In 1998 werd hij grootmeester en won hij het toernooi van Ljubljana (Slovenië) en de Pyramiden Cup in Duitsland.
- In 1999 won hij in Ljubljana.
- In 2000 eindigde Artur met 7 uit 9 als eerste in het toernooi om het open kampioenschap van Québec en won hij ook de toernooien: Almassora (Spanje), Cutro Open (Italië).
- In 2001 won hij het Nordic Scandinavian Open en het toernooi in Salou (Costa Dorada, Spanje).
- In 2002 won hij in Bergen het open kampioenschap van Scandinavië en won hij het toernooi in Genua (Italië).
- In 2003 won hij het Lido degli Estensi toernooi (Italië).
- In 2005 won hij het Parijs Open en het Tarragona Open
- Van 3 t/m 14 augustus 2005 werd in Montreal het Empresa verspeeld dat met 8 uit 11 gewonnen werd door Victor Mikhalevski. Kogan eindigde met 6 punten op de vierde plaats.
- In 2006 won hij het Ashdod Open (Israël).
- In 2011 won hij het Torredembarra Open (Spanje).

Artur Kogan speelt graag de Siciliaanse opening en het Wolgagambiet. Een van zijn voorbeelden is Mark Taimanov.   